# Norbert Trandafir
Norbert Trandafir, född 8 februari 1988 i Târgu Mureș, är en rumänsk simmare.
Trandafir tävlade i tre grenar för Rumänien vid olympiska sommarspelen 2008 i Peking. Han blev utslagen i försöksheatet på både 50 och 100 meter frisim samt var en del av Rumäniens lag som också blev utslagna i försöksheatet på 4 x 100 meter medley. Vid olympiska sommarspelen 2012 i London tävlade Trandafir i två grenar. Han tog sig till semifinal på 50 meter frisim och blev utslagen i försöksheatet på 100 meter frisim. 
Vid olympiska sommarspelen 2016 i Rio de Janeiro tävlade Trandafir i två grenar. Han tog sig till semifinal på 50 meter frisim och var en del av Rumäniens lag som blev utslagna i försöksheatet på 4 x 100 meter frisim.